# Lâu đài Dobrá Niva
Lâu đài Dobrá Niva (tiếng Slovakia: Dobrá Niva hrad) là tàn tích của một lâu đài được xây dựng theo phong cách kiến trúc Gothic tọa lạc ở làng Podzámčok, vùng Banská Bystrica, Slovakia.

## Lịch sử
Lâu đài Dobrá Niva được nhắc đến lần đầu tiên trong các văn bản lịch sử có niên đại vào năm 1305 và 1306. Lâu đài được xây dựng sau cuộc xâm lược của người Mông Cổ vào nửa sau thế kỷ 13, đảm nhiệm chức năng bảo vệ tuyến đường thương mại ở phía nam Zvolen.
Vào thế kỷ 15, cụ thể là từ năm 1424 đến năm 1486, lâu đài Dobrá Niva là tài sản của các nữ hoàng. Vào đầu thế kỷ 17, lâu đài Dobrá Niva đã xuống cấp nghiêm trọng đến mức những người quản lý điền trang Dobroniv quyết định rời khỏi lâu đài này. Trên lâu đài chỉ còn lại các đơn vị quân sự đóng quân. Trong thời kỳ Phục hưng, lâu đài nhiều lần đổi chủ, trong số đó, chủ sở hữu lâu đài lâu nhất là gia đình quý tộc Hungary - Esterhazis (từ năm 1614 đến năm 1804). Từ cuối thế kỷ 18, lâu đài bị bỏ hoang. Hiện nay, lâu đài Dobrá Niva chỉ còn lại tàn tích đang được bảo tồn.